# Amr Swelim
Amr Swelim (* 7. Juni 1984 in Kairo) ist ein ehemaliger ägyptischer Squashspieler mit italienischem Pass.

## Karriere
Amr Swelim begann seine professionelle Karriere im Jahr 2002 und gewann vier Turniere auf der PSA World Tour. Seine höchste Platzierung in der Weltrangliste erreichte er mit Rang 39 im Dezember 2009. Swelim besitzt als geborener Ägypter einen italienischen Pass und spielte bereits für die italienische Nationalmannschaft. Mit dieser nahm er 2009 und 2011 an Weltmeisterschaften teil. Seine letzte aktive Saison bestritt er 2012.